# Беляков, Владимир Владимирович
Влади́мир Влади́мирович Беляко́в (род. 6 февраля 1950, Москва) — советский и российский арабист. Доктор исторических наук, ведущий научный сотрудник Института востоковедения РАН, профессор Военного университета МО РФ, главный редактор журнала «Восточный архив».

## Биография
Родился 6 февраля 1950 года в семье военнослужащего. В 1972 году окончил с отличием факультет международных отношений Московского государственного института международных отношений МИД СССР. По окончании служил в Советской армии (военный переводчик арабского языка). Работал корреспондентом Советского телевидения и радио в Ливане, в арабской редакции Московского радио, собственным корреспондентом газет «Правда» и «Труд» в Египте. Кандидат исторических наук (1977 г., Институт востоковедения АН СССР), доктор наук (2007 г., Институт Африки РАН). С 2002 г. — научный сотрудник Института востоковедения РАН.

## Научная деятельность
Россия (СССР) и Египет, как межгосударственные отношения, так и гуманитарные связи; политические и социально-экономические проблемы современного Египта. Автор более 130 научных работ, включая 13 монографий.

### Книги
- Беляков В. В.  По следам «Пересвета». Россияне в Египте. — Каир: Новая культура, 1994. — 232 с.
- Беляков В. В.  Сокровища Синая. — М.: Вече, 2004. — ISBN 5-9533-0240-1.
- Беляков В. В.  Египет вдоль и поперёк. Исторический путеводитель. — М.: Вече, 2008. — 336 с. — ISBN 978-5-9533-3401-3.
- Беляков В. В.  Русский Египет. — М.: Вече, 2008. — 335 с. — ISBN 978-5-9533-3014-5.
- Беляков В. В.  И. Я. Билибин в Египте. 1920—1925. Письма, документы и материалы. — М.: Дом Русского Зарубежья им. Александра Солженицына: Русский путь, 2009. — 320 с. — ISBN 978-5-85887-337-2.
- Беляков В. В.  Эль-Аламейн, или Русские солдаты в Северной Африке (1940—1945): неизвестные страницы войны. — М.: Русский путь, 2010. — 192 с. — ISBN 978-5-85887-356-3.
- Беляков В. В.  Гуманитарные связи России с Египтом (конец XIX – середина XX века). Взаимные миграции и межкультурное взаимодействие. — Saarbrücken: Lambert Academic Publishing, 2011. — 251 с. — ISBN 978-3-8443-5367-9.
- Беляков В. В.  Египет глазами россиян XV—XVIII веков. Сборник хожений. — М.: Библиотека журнала «Восточный архив», 2013. — 292 с. — ISBN 978-5-89282-554-2.
- Беляков В. В.  Страноведение. История и культура Египта. — М.: Изд-во Военного университета, 2014. — 230 с.
- Беляков В. В.  Сфинксы над Невой. Египет в русской культуре. — М.: Институт востоковедения РАН, 2015. — 176 с. — ISBN 978-5-89282-644-0.
- Беляков В. В.  Русская эмиграция в Египте. 1920-е – 1980-е гг. — СПб: Алетейя, 2018. — 264 с. — ISBN 978-5-906980-46-5.

### Статьи
- Беляков В. В.  Россия и Египет: назад в будущее? // Международная жизнь. — 2015. — № 9. — С. 85—95.

### Переводы произведений
- بلياكوف فلاديمير. الهجرة الروسية إلى مصر. العشرينيات - الثمانينيات [Беляков В. В. Русская эмиграция в Египте : Пер. на араб. М. Н. Эльгебали]. — Каир: Египетский фонд науки и культуры, 2022. — 280 с. — ISBN 978-977-6672-80-2.